# Międzynarodowa Unia Triathlonu
Międzynarodowa Unia Triathlonu (ang. International Triathlon Union, skrót ITU) – międzynarodowa organizacja pozarządowa, zrzeszająca 160 narodowych federacji triathlonu.

## Historia
Federacja została założona 1 kwietnia 1989 roku w Awinion. Organizacja została nazwana International Triathlon Union (ITU).

## Członkostwo
- MKOl
- GAISF

## Dyscypliny
- Aquathlon
- Biathle
- Crossduathlon
- Duathlon
- Triathlon
- Triathlon zimowy
- inne odmiany

## Mistrzostwa świata
- Puchar świata w triathlonie (od 1991 roku).
- ITU World Triathlon Series (od 1989 roku).
- ITU Cross Triathlon World Championships
- ITU Long Distance Triathlon World Championships
- ITU Sprint Distance Triathlon World Championships
- ITU Triathlon Mixed Relay World Championships
- ITU Winter Triathlon World Championships